# Les Seigneurs de la Terre
Les Seigneurs de la Terre est une série de bande dessinée française scénarisée par Fabien Rodhain et dessinée par Luca Malisan. Elle met en scène les aventures d'un fils d'agriculteur en quête de ses racines et d'un lien à la terre.

## Synopsis
1999, Lyon. Florian Brunet est un avocat de talent officiant à Lyon et que la routine étouffe un tantinet. Hanté par la disparition de sa mère alors qu'il était enfant, Florian ne supporte plus les divorces et autres affaires banales qui font son quotidien. Ce n’est pas l’avis d’Anne, sa belle fiancée, qui rêve de luxe et prend plaisir à fréquenter le monde des riches. Alors qu’il se prépare à épouser Anne, le jeune homme se voit appelé à l’aide par son père, un agriculteur cossu, de surcroit président d’une grosse coopérative céréalière en sud Rhône-Alpes. En effet, ce dernier a besoin d’un interprète pour un voyage d’étude qu’il organise pour le Conseil d’Administration au Paraguay et désire que Florian, à l’aise en espagnol, puisse l’accompagner. Il y voit également une dernière occasion de voyager avec son fils. Malgré une réticence de sa compagne, l’avocat, tenaillé par une certaine envie, décide de s’envoler pour l’Amérique latine. Ce voyage est sponsorisé par un gros producteur de pesticides. À son retour en France, Florian décide d’abandonner définitivement le barreau pour succéder à son père. Bien que ne partageant pas les projets écologiques de son fils, Joseph Brunet, chantre de l’agriculture productiviste, accepte de lui céder ses terres. Furieuse de voir ses projets de vie aisée et luxueuse s’évanouir, Anne quitte Florian. En pratiquant l’agriculture écologique, Florian veut devenir paysan comme ses ancêtres. Il a compris les méfaits des pesticides et il s’insurge contre les méthodes pernicieuses des géants industriels agroalimentaires, comme l’entreprise Misaint. Le père de Florian le déshérite presque : il reporte sa retraite et candidate à sa propre succession à la tête de sa coopérative. Plus tard, Florian épouse finalement Anne revenue à ses côtés.
Ayant appris que sa mère n’est pas morte lorsqu’il était enfant, Florian part donc à sa recherche en Inde. Le hasard lui fait rencontrer une occidentale, qui lui parle d’une femme mystique appelée Amma. Les gens viennent la voir du bout du monde pour l’amour qu’elle est capable d’insuffler à son contact. Il poursuit ses recherches pour aboutir, quelques mois après dans un village du centre est de l’Inde où habite la grande amie de sa mère. Là, il est sensibilisé au combat que mène l’association Navdanya pour la préservation des semences anciennes contre la biopiraterie et la révolution verte prônée par le gouvernement indien et les grandes multinationales. Il retrouve enfin sa mère. Il met en place un blog pour dénoncer les pratiques des industriels et met en œuvre son expérience en cultures biologiques.
13 ans ont passé. Florian milite toujours en faveur d’une agriculture raisonnée, dans les sphères ministérielles. Il se confronte à sa propre fille, Lou, qui a grandi avec des idées productivistes. Il s’embarque en Belgique avec quelques amis activistes dans une enquête auprès de l'industriel douteux Misaint. Ensemble, ils luttent contre les grands groupes de l’industrie agroalimentaire et défendent un projet, celui de créer une ferme résiliente, où la polyculture-élevage serait pratiquée à l’échelle des fermes.

## Personnages
- Florian Brunet : jeune avocat brillant qui plaide au Barreau de Lyon et fils d’un important agriculteur. Il veut reprendre l’exploitation familiale et la transformer en bio à la suite d'un voyage avec son père au Paraguay où il découvre l’impact désastreux de la surproduction et de ses pesticides.
- Joseph Brunet : son père, un puissant agriculteur en région Rhône-Alpes conventionnel qui refuse de lui transmettre ses terres. Il le déshérite presque : il reporte sa retraite et candidate à sa propre succession à la tête de sa coopérative.
- Anne : future femme de Florian, mais furieuse de voir ses projets de vie aisée et luxueuse s’évanouir. Elle finit par l'épouser pour divorcer quelques années plus tard.
- Lou : fille d'Anne et Florian. Elle n'est pas totalement en phase avec les valeurs de son père en termes d'agriculture.

## Albums
- 1. L'appel de Cérès[1],[2], Glénat, France, 10 février 2016
Scénario : Fabien Rodhain - Dessin : Luca Malisan - Couleurs : Paolo Francescutto - (ISBN 978-2-344-00763-1)
- 2. To bio or not to bio[3], Glénat, France, 28 septembre 2016
Scénario : Fabien Rodhain - Dessin : Luca Malisan - Couleurs : Paolo Francescutto - (ISBN 978-2-344-01367-0)
- 3. Graines d'espoir [4],[5], Glénat, France, 6 septembre 2017
Scénario : Fabien Rodhain - Dessin : Luca Malisan - Couleurs : Paolo Francescutto - (ISBN 978-2-344-02280-1)
- 4. Au nom du vivant ! [6], Glénat, France, 29 août 2018
Scénario : Fabien Rodhain - Dessin : Luca Malisan - Couleurs : Paolo Francescutto - (ISBN 978-2-344-02845-2)
- 5. Science sans conscience... [7], Glénat, France, 19 août 2020
Scénario : Fabien Rodhain - Dessin : Luca Malisan - Couleurs : Aretha Battistutta - (ISBN 978-2-344-03658-7)
- 6. Résilience[8],[9], Glénat, France, 23 février 2022
Scénario : Fabien Rodhain - Dessin : Luca Malisan - Couleurs : Aretha Battistutta - (ISBN 978-2-344-04303-5)

## Auteurs
Fabien Rodhain, est un acteur engagé pour la Transition Écologique et Humaine, auteur de romans et de pièces de théâtre. Il signe son entrée dans l’univers de la BD avec le scénario de cette saga Les Seigneurs de la Terre. Il s'associe ensuite avec Alcante et Francis Vallès pour la saga historique Les Damnés de l'or brun. Et en 2024, il cosigne le scénario de Whisky San toujours avec Alcante. Fabien Rodhain aime se rappeler la citation de David Servan-Schreiber : « On ne peut pas vivre en bonne santé sur une planète malade ».
Luca Malisan est un dessinateur et coloriste italien de bande dessinée. Il met tout d'abord en couleur de nombreuses séries dessinées par Andrea Mutti, comme Section Financière, S.A.S et Le Syndrome de Caïn. Après Les Seigneurs de la Terre, il publie en 2021, avec Éric Corbeyran, une nouvelle série policière : Flic à la PJ.

## Analyse
La série joue entre dénonciation d’un mode d’exploitation à outrance et aventure familiale, ne manquant pas de confronter les différentes cultures, transgéniques et bio, et également les différents modes de pensées intergénérationnelles chez les agriculteurs.
Fabien Rodhain explique en interview au site bédéphile, Actua BD, que son ambition était de proposer une série qui soit à la fois grand public et engagée. Son objectif est de souligner auprès d’un nouveau public les aberrations de l’agriculture productiviste, façon Monsanto (renommé Misaint pour la fiction) et des modes alimentaires occidentales. Il précise qu'il avait « envie de montrer le courage et l’abnégation de ces agriculteurs qui se sont mis toute leur profession à dos pour pouvoir faire du bio ». Pour lui, le point de bascule du mode d'exploitation productiviste se situe quand « on leur a dit qu’il ne fallait plus seulement nourrir le pays mais aussi nourrir le monde. Du coup, ils sont partis sur une agriculture extensive.[…] Mais après cela, on les a accusé d’être des agriculteurs pollueurs, ils n’ont pas compris l’accusation et se sont braqués car ils estiment avoir voué leur vie à nous nourrir ».
Dans Natura Sciences, le média scientifique de l’urgence écologique, Rodhain indique avoir « voulu raconter une histoire humaine, tout en semant des petites graines de conscience ». Il rappelle être petit-fils d'agriculteur avant d'avoir été ensuite directeur informatique d’une grande coopérative agricole du sud-est de la France; il a ainsi pu s'appuyer sur cette connaissance du monde de la coopérative pour nourrir la série. Il précise également que « dans les années 1990, les choses étaient assez polarisées entre bio et conventionnel. Et le simple fait d’enfiler une combinaison pour aller traiter ses cultures avec des herbicides c’était se rallier à l’ennemi » en ajoutant en conclusion, sans être manichéen, que les agriculteurs de ces années-là ont été « à la fois complices et victimes ».
Le site d'information de France Télévisions, francetvinfo.fr, évoque un réel hommage au monde paysan, « une série chahutée par le choc des générations et les enjeux environnementaux » et précise que Fabien Rodhain, installé à Grane, petit village de la Drôme, sur une terre qui l'inspire, s'est consacré à sa nouvelle activité de scénariste de BD pour défendre une cause qui lui était chère.
L'Agriculture Drômoise, le média connecté à la terre, explique qu'à chaque tome, l’auteur cherche à faire passer des messages, aussi poignants soient-ils, dans un ton toujours fictionnel pour « faire évoluer les mentalités ». Le media poursuit en écrivant que le tome 6, qui conclut la série, fait passer un message universel : la résilience. Fabien Rodhain précise en effet : « durant le confinement, et dès les premiers jours, la seule voie qui ne s’est pas essoufflée est celle de l’agriculture. Le monde agricole offre une proximité et une simplicité. Dans ce tome 6, le personnage acquiert la même prise de conscience que moi : la quête de la résilience va continuer à s’imposer ».

## Accueil critique
Le site bédéphile Auracan, souligne un dessin réaliste de Luca Malisan qui « se prête particulièrement bien au récit, avec des décors fouillés et des mises en situation des plus réussies ».
L'autre site bédéphile, BDzoom, réserve un accueil plutôt mitigé à la série en parlant de trame prometteuse et riche mais avec « certains trop longs passages consacrés au monde agricole » et un dessin aux « images classiques et réalistes, certes sans grande personnalité ».
Le blog Ligne Claire de Jean-Laurent Truc, évoque une « transcription sans concession des problèmes actuels de l’agriculture en particulier sur le plan sanitaire qui pose les vrais problèmes de fond et permet de redécouvrir un monde sur lequel on a des idées fausses ou dépassées ». 